# Anochetus mayri
Anochetus mayri är en myrart som beskrevs av Carlo Emery 1884. Anochetus mayri ingår i släktet Anochetus och familjen myror. Inga underarter finns listade i Catalogue of Life.

## Bildgalleri

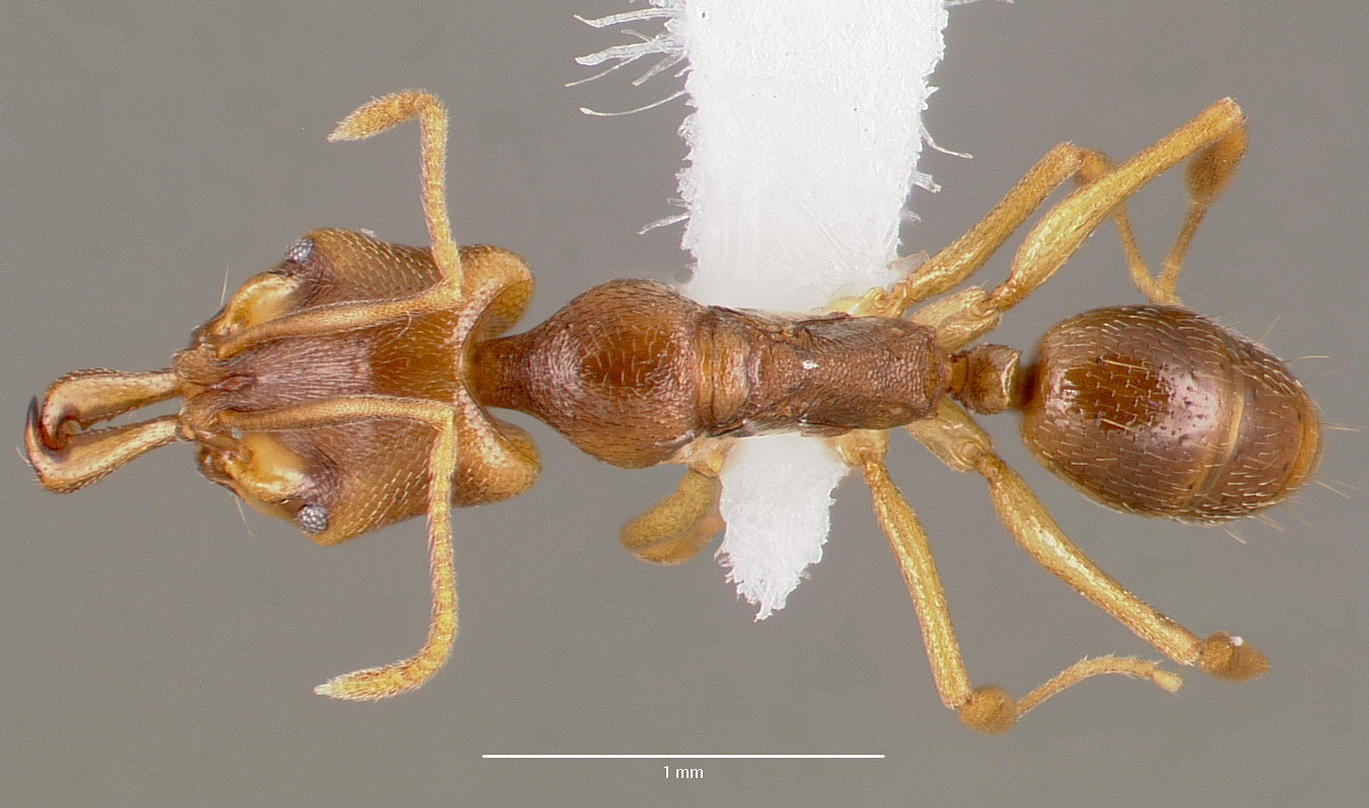
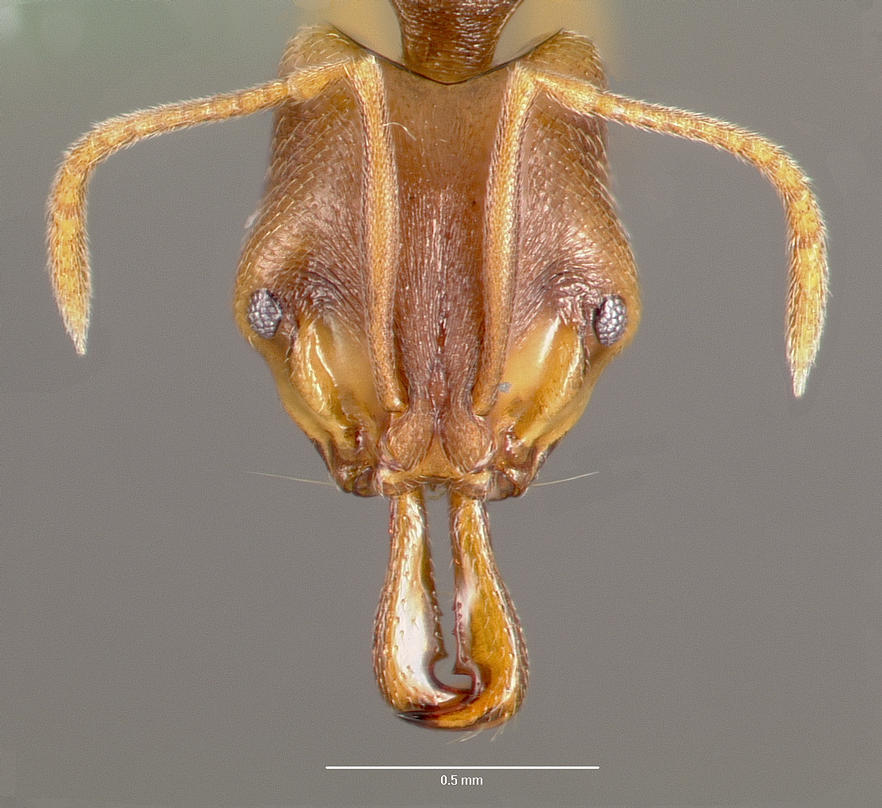
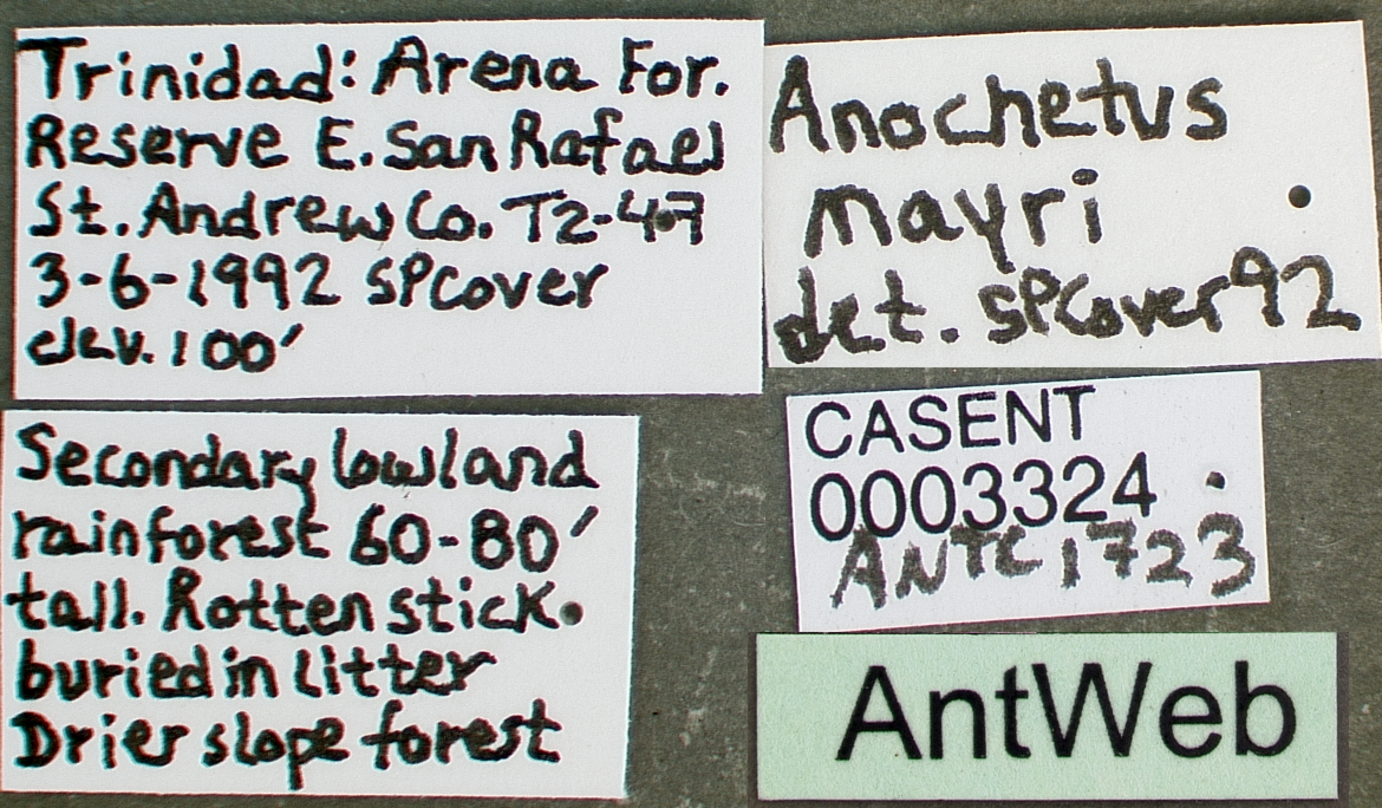
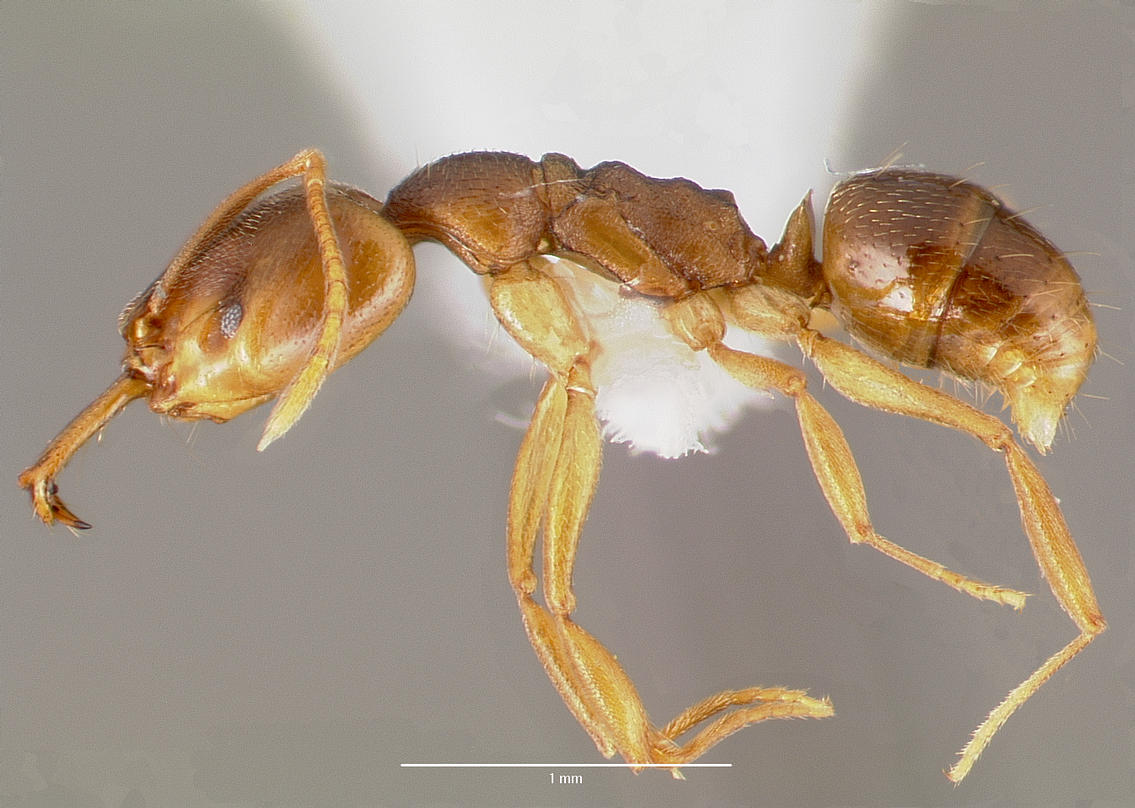
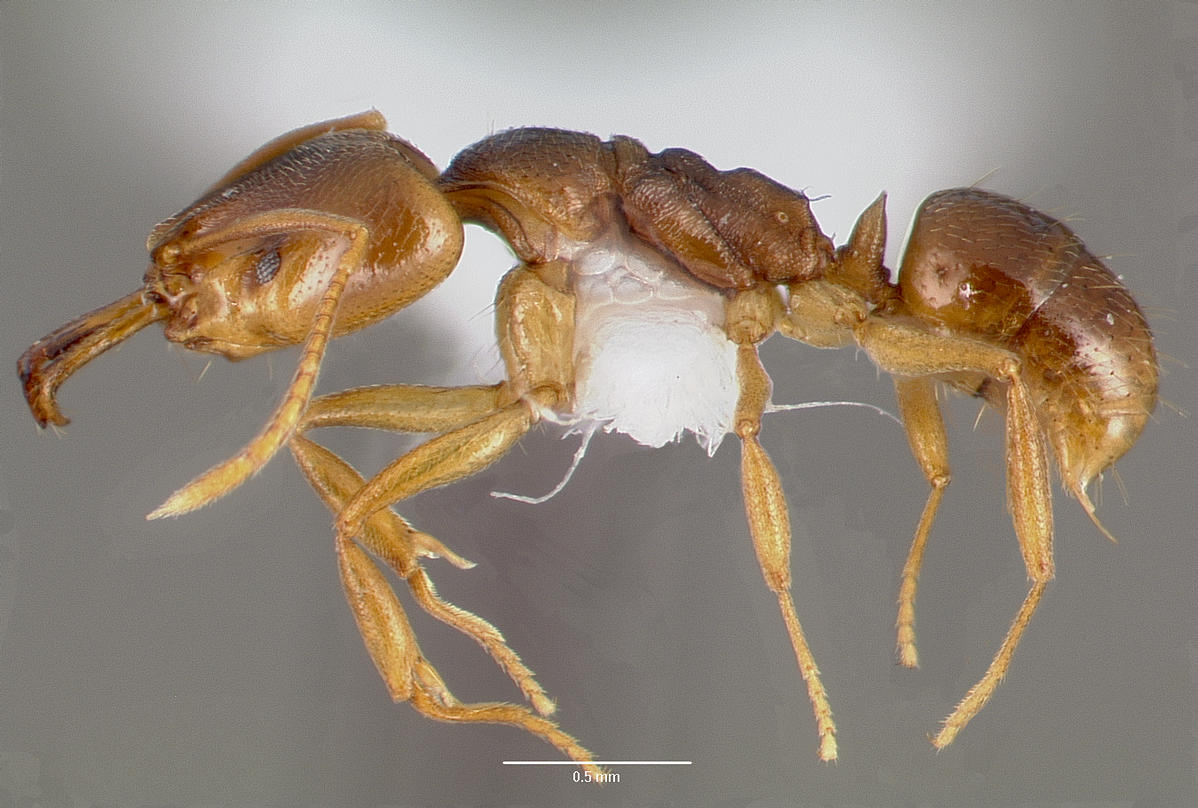
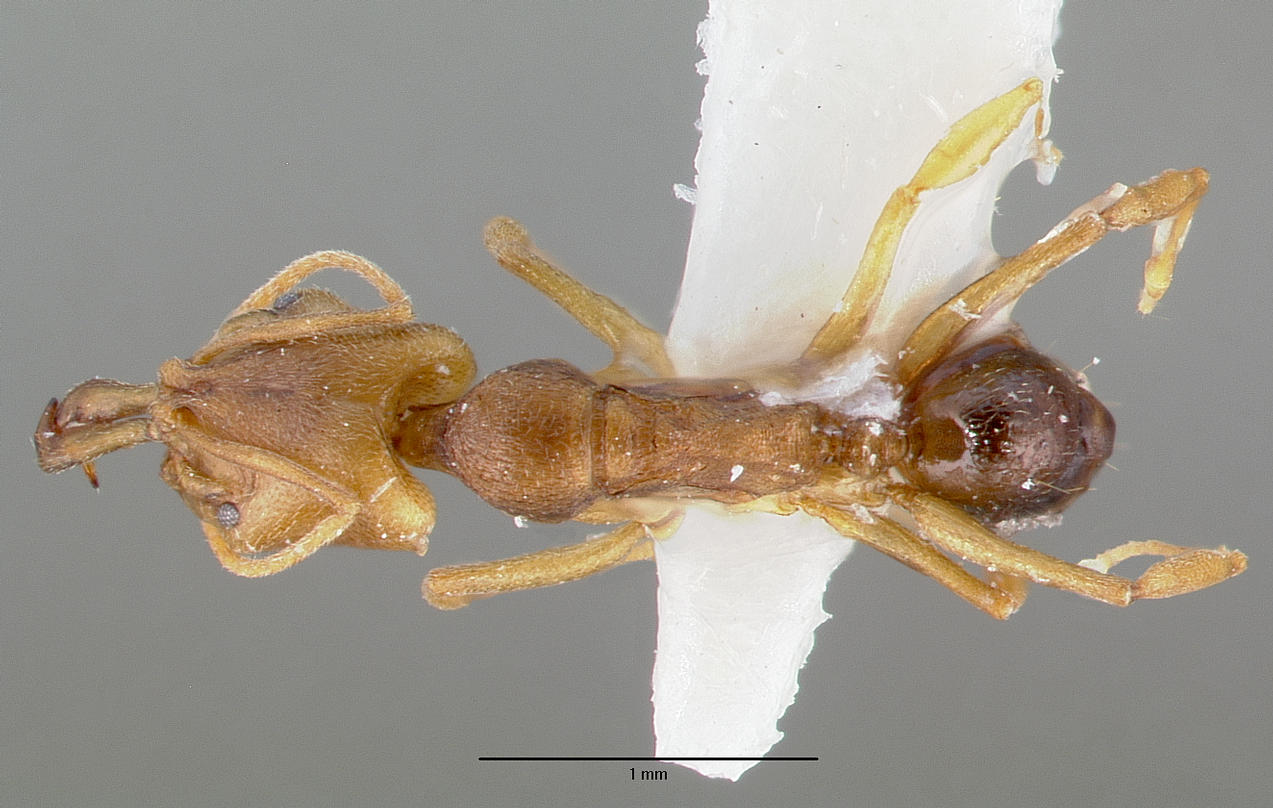